# وویچیخ ویسوتسکی
وویچیخ ویسوتسکی (لهستانی: Wojciech Wysocki؛ زادهٔ ۱۶ ژانویه ۱۹۵۳) بازیگر و صداپیشه اهل لهستان است.
از فیلم‌ها یا مجموعه‌های تلویزیونی که وی در آن‌ها نقش داشته‌است، می‌توان به یاوه‌نویس،‌ صفر-هفت، به‌گوشم، خوشنام، ناپلئون، خانه، سال‌های شیرین، خودِ زندگی، ع چون عشق، در خوشی و سختی، در خیابان سپولنی، کمیسر آلکس، شخص خیلی مهم، دریاچه کنستانس، رهبر ارکستر و شکنجه اشاره نمود.